# Glocke von Haithabu

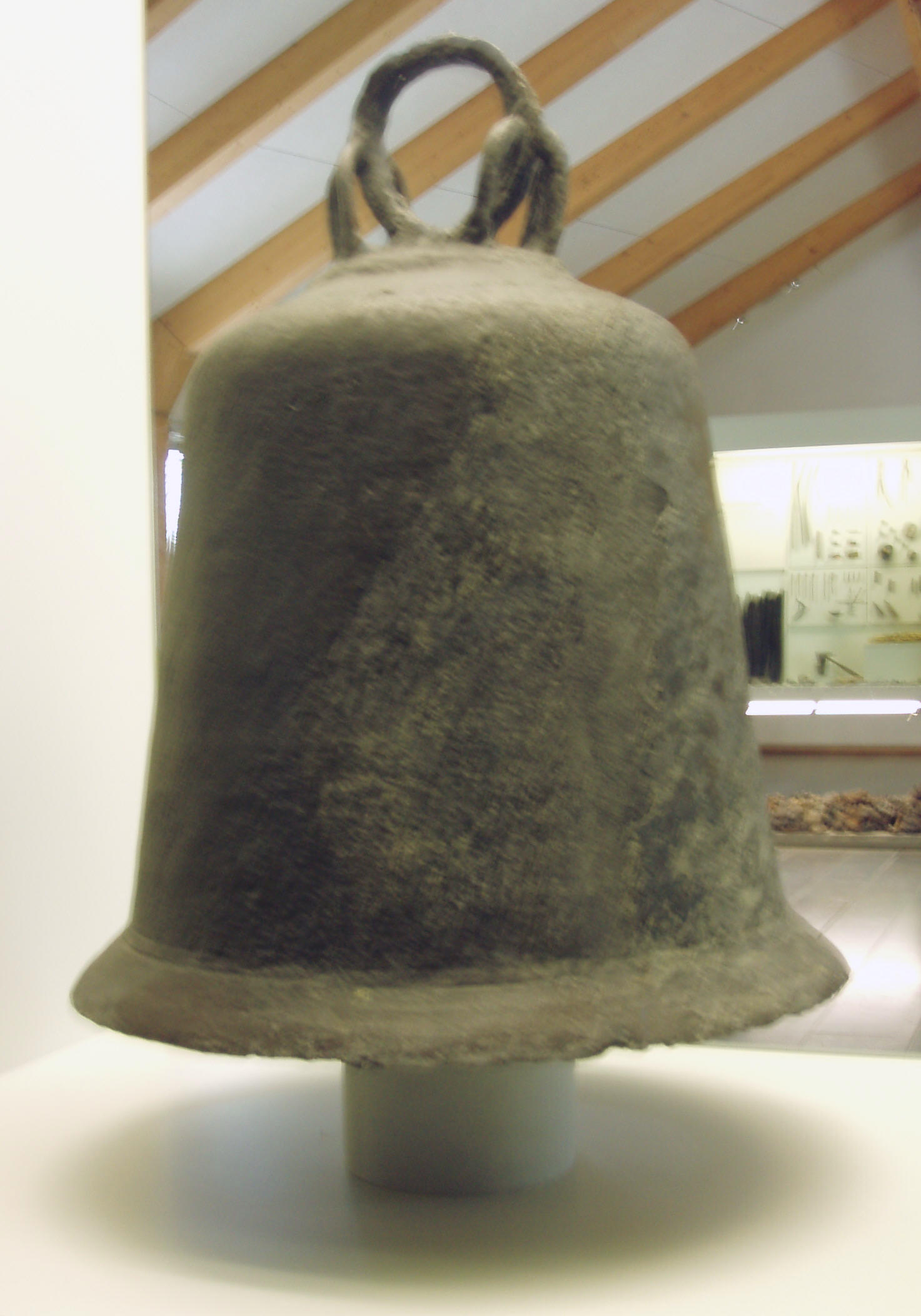
Die Glocke von Haithabu

Die Glocke von Haithabu ist die älteste bekannte vollständig erhaltene Läuteglocke Nordeuropas.
Die bronzene bienenkorbförmige Glocke aus der Zeit um 950 n. Chr. – damals wurde Haithabu zum Bischofssitz erhoben – wurde im Jahre 1978 bei Vermessungsarbeiten entdeckt. Sie fand sich im Bereich des ehemaligen Hafens der Wikingerstadt Haithabu. Die Glocke ist heute Bestandteil der Dauerausstellung im Wikinger Museum Haithabu. Im Amtswappen von Haddeby sind sowohl die Glocke als auch das 1979 im Haddebyer Noor geborgene Wikingerschiff abgebildet.
1981 wurde ein Dokumentarfilm über die Bergung der Glocke und den damals angefertigten Nachguss mit dem Titel Die Glocke von Haithabu erstellt. Der Nachguss sollte Aufschluss über alte Glockengießtechniken und den ursprünglichen Klang der Glocke geben, da das Original durch Korrosion geschädigt war. Die nachgegossene Glocke hängt heute vor dem Wikinger Museum Haithabu im Freien. Der Film erhielt 1991 den ersten Preis bei den Deutschen Handwerksfilmtagen in Ulm in der Kategorie Profis.
Ein weiterer Nachguss wurde 2004 von der Glockengießerei Rincker für das Glockenmuseum Stiftskirche Herrenberg gefertigt, wo er heute besichtigt und gehört werden kann.

## Die Vorgängerin
Vermutlich war die Glocke von Haithabu jedoch nicht die erste Kirchenglocke, die in Haithabu geläutet wurde, da bereits im Jahr 854 durch den Dänenkönig Horik II. die Erlaubnis erteilt wurde, in Haithabu eine Glocke zu läuten. Ein Bruchstück einer früheren Glocke geht wohl auf diese Zeit zurück. Anhand des Bruchstücks wurde 1998 die sogenannte Ansgar-Glocke rekonstruiert.